# Poecilochirus carabi
Poecilochirus carabi — вид паразитиформных клещей из семейства Parasitidae. Сравнительно крупные клещи (около 1 мм в длину), питающиеся преимущественно жидкими продуктами разложения трупов и ассоциированными с падалью круглыми червями и яйцами двукрылых и жуков.

## Переносчики

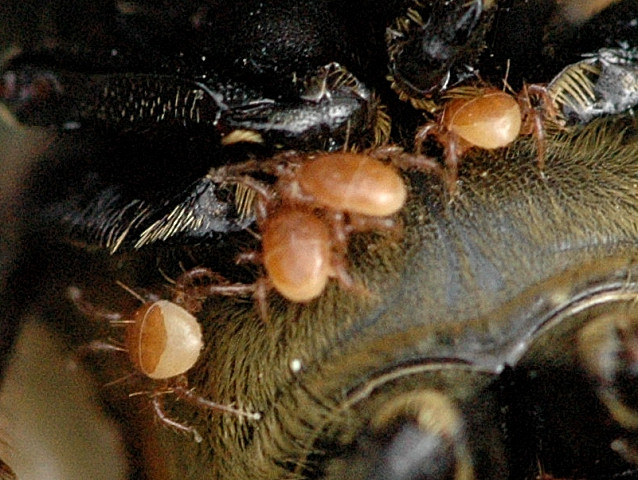
Poecilochirus carabi, прикрепившиеся к жуку.

Представители данного вида вступают в симбиоз с имаго некоторых жуков, например, могильщиков (Nicrophorus). Взаимодействие протекает в форме форезии: функция насекомого сводится, по-видимому, лишь к переносу симбионта между разреженными источниками пищи, так что воздействие не носит негативного характера. В то же время, самки клещей Poecilochirus carabi могут регулировать численность жуков путём поедания или повреждения яиц в их кладках. Набор и число видов, используемых в качестве переносчиков, существенно различается в разных популяциях клещей.

## Таксономия
На протяжении значительной части XX века в качестве синонима Poecilochirus carabi рассматривалось название Poecilochirus necrophori, однако недавние исследования строения половой системы возродили представления о самостоятельности этих видов, предложенные в 1930 году.